# Montserrat Planella Poletti
Maria Montserrat Planella Poletti (Barcelona, 1878 - Barcelona, 23 de abril de 1932) fue una pintora española.

## Biografía
Hija de Macario Planella y Roura y de Áurea Poletti, se formó en los talleres de los pintores Francesc Amigó y Ricard Martí y Aguiló. Su padre era maestro de obras y publicó diferentes escritos sobre arte y arquitectura, entre los cuales destacan un estudio sobre el Monasterio de Santa María de Ripoll en La Ilustració Catalana en 1884, en el que defendía la restauración practicada al conjunto arquitectónico. Igualmente, destacó su bisabuelo Buenaventura Planella, escenógrafo de renombre en Barcelona.
En 1904 se casó con Eduard Padrós Margenat, comerciante, con quien tuvo tres hijos (Montserrat, Luciera y Eduard). En 1921 enviudó y retomó su actividad artística. De 1922 es un retrato del pintor Frederic Masriera y Villa en el que aparece de luto. Murió a los 54 años, en 1932.

## Trayectoria
Las primeras noticias que se tienen de su trayectoria artística hacen referencia a la participación a finales del siglo XIX en las exposiciones femeninas de arte que organizó la Sala Parara entre 1896 y 1900.
Con posterioridad no está documentada hasta el 1918, quizás debido a su matrimonio. Entre este año y el 1922 participó en las exposiciones de arte que se hacían anualmente al Palacio Municipal de Bellas artes de Barcelona, organizadas por la Junta Municipal de Exposiciones, mostrando sobre todo pintura de flores. Así, por ejemplo, a la edición de 1918  presentaba lo obra Flores de primavera, a las salas de los artistas independientes y dentro de la sección de artes aplicadas. A la del 1919 mostraba la pintura Claveles rojos y blancos, con los artistas del Círculo Artístico de Santo Rebrote, el 1920 Peonias y el 1921 Ramas florecidas.
En 1926 participó en la Exposición Nacional de Bellas Artes de Madrid, con el óleo Claveles y en el mes de mayo de 1928 expuso individualmente en las Galerías Layetanas de Barcelona. En 1929 estuvo presente en la Exposición Internacional de Barcelona. En el diario La Voz de Cataluña se puede leer que "La conocida pintora barcelonesa presenta más de un cuadro en el cual destacan unas bellas mimosas entre unos brocados de seda magistralmente pintados, tres bellas composiciones de gran originalidad". En esta misma exposición también se pudieron ver obras de las artistas Lluïsa Vidal, María Lluïsa Güell o Margarida Sans Jordi, entre otras. En este periodo ofreció la única exposición individual que se conoce, en las Galerías Layetanas de Barcelona (1928).

## Obra
Su pintura, de la cual se ha dicho que tiene influencias impresionistas, muestra una buena formación académica, con un buen oficio. Utilizaba una paleta de color amplia con una pincelada suelta y empastada. De la documentación y de las pocas obras que se  conocen se desprende que principalmente hizo pintura de flores, un tema muy reiterado en las pintoras del XIX , del cual uno de sus maestros, Ricard Martí,  era especialista.